# Viveza criolla
Viveza criolla é uma locução em espanhol que significa "esperteza dos crioulos" ou "astúcia dos crioulos". O termo descreve um modo de vida no Chile, Argentina, Uruguai, Colômbia e Venezuela, entre outros países da América Latina. É uma filosofia de progresso no caminho de menor resistência e desconhecimento das regras, falta de senso de responsabilidade e consideração pelos outros, e se estende a todos os grupos sociais e em todo o país, embora seja predominante em Buenos Aires. A viveza criolla tem sido chamada de "a principal causa de uma crise moral, cultural, econômica, social e política". É um conceito semelhante ao jeitinho brasileiro no Brasil.

## Características
A viveza criolla inclui:
- Falta de respeito pelos outros e indiferença ao bem comum num quadro de interesses individuais.[2]
- Corrupção política, que se estende em todas as instituições, na forma de regalias, desvio de recursos públicos, clientelismo, fisiologismo, nepotismo, má alocação de recursos do Estado, etc.[2]
- Individualismo extremo, com desconfiança dos outros. Isso inclui ter pouca capacidade de parceria e cooperação nos objetivos da comunidade.[2] (A confiança interpessoal é um componente-chave do capital social, que é crucial para o desenvolvimento econômico e o funcionamento adequado das instituições democráticas).[2]
- Anomia ou enfraquecimento da moral comum e desvio social como comportamento que se afasta dos padrões geralmente aceitos na sociedade.[2]
- O hábito de culpar os outros pelos problemas, incentivando assim a paranóia e permitindo a auto-indulgência.
- A tendência de tirar vantagem ou enganar os outros em favor de seus próprios interesses, em parte por razões de autoproteção e desconfiança, mas também para afirmar sua superioridade e "perspicácia" sobre o outro.[2]

## Frases
- Hecha la ley, hecha la trampa. (Fez a lei, fez a brecha.)
- Total, si no robo yo, robará otro. (No fim das contas, se eu não roubo, outro vai roubar.)
- El vivo vive del zonzo y el zonzo de su trabajo. (O astuto vive do otário e o otário do seu trabalho.)
- Todos los políticos roban. Él/ella roba pero hace. (Todos os políticos roubam. Ele/ela rouba, mas faz.)